# Нобин
Нобин (новонубийский язык) — язык нубийцев. Относится к нило-нубийской группе нубийских языков. Распространён в долине Нила: в Египте (район города Ком-Омбо в мухафазе Асуан) и Судане (округ Вади-Хальфа в Северной провинции). В Египте по данным 2016 года насчитывается 374 тыс. носителей языка нобин. В Судане по данным 1996 года имелось 295 тыс. носителей. Многие нубийцы перешли на арабский язык, однако имеются программы по ревитализации нобина.

## Письменность
Для записи новонубийского языка применяются различные системы письма — латиница, арабское письмо и нубийское письмо. Стандартной орфографии не существует, в разных изданиях используются самые разнообразные системы записи языка. В последнее время растёт популярность нубийского письма. В одном из проектов по ревитализации новонубийского языка используется следующий алфавит:
| Буква | Трансл. |       | Буква | Трансл. |    | Буква | Трансл. |  | Буква | Трансл. |
| ----- | ------- | ----- | ----- | ------- | -- | ----- | ------- |  | ----- | ------- |
| Ⲁ ⲁ   | a       |       | Ϊ ⲓ̈   | y       |    | Ⲡ ⲡ   | b       |  | Ϣ ϣ   | sh      |
| Ⲃ ⲃ   | b       | Ⲕ ⲕ   | k     | Ⲣ ⲣ     | r  | Ϩ ϩ   | h       |  |       |         |
| Ⲅ ⲅ   | g       | Ⲗ ⲗ   | l     | Ⲥ ⲥ     | s  | Ⳝ ⳝ   | j       |  |       |         |
| Ⲇ ⲇ   | d       | Ⲙ ⲙ   | m     | Ⲧ ⲧ     | t  | Ϭ ϭ   | ch      |  |       |         |
| Ⲉ ⲉ   | e       | Ⲛ ⲛ   | n     | Ⲫ ⲫ     | f  | Ⳟ ⳟ   | ng      |  |       |         |
| Ⳍ ⳍ   | z       | Ⲟ ⲟ   | o     | Ⲭ ⲭ     | kh | Ⳡ ⳡ   | ñ       |  |       |         |
| Ⲓ ⲓ   | i       | Ⲟⲩ ⲟⲩ | u     | Ⲱ ⲱ     | w  | Ⳣ ⳣ   | w       |  |       |         |

Долгота гласных обозначается с помощью макрона.
В Судане исламская просветительская организация SESCO использует для публикации на нобин арабский алфавит.